# Salvatore Esposito (calciatore 2000)
Salvatore Esposito (Castellammare di Stabia, 7 ottobre 2000) è un calciatore italiano, centrocampista dello Spezia.

## Biografia
È proveniente da una famiglia di calciatori: il padre Agostino è stato calciatore ed allenatore della Juve Stabia; assieme ai fratelli Sebastiano (nato nel 2002) e  Francesco Pio (nato nel 2005) è cresciuto nelle giovanili dell'Inter, con questi ultimi che militano ancora nella società meneghina.
L'unica sorella, Annamaria, è legata sentimentalmente a un altro calciatore, Agostino Camigliano.
Nell'estate del 2022, in intesa con il padre Agostino, il fratello Sebastiano e il responsabile Germano Panni, ha rilevato le quote della società dilettantistica Voluntas Brescia, la cui scuola calcio aveva ospitato proprio i due fratelli poco prima del loro passaggio al vivaio del Brescia.
Due anni dopo i fratelli Esposito ristrutturano a loro spese il campetto in cui sono cresciuti a Castellammare di Stabia per donarlo ai ragazzi del loro vecchio quartiere.

## Caratteristiche tecniche
È un mediano la cui qualità principale è l'abilità nel recuperare palloni. È dotato, inoltre, di un'ottima tecnica nei calci piazzati. Nonostante sia impegnato principalmente nella fase difensiva del gioco, nel corso del tempo ha mostrato miglioramenti progressivi anche nella fase di impostazione delle azioni d'attacco.
Ha dichiarato di avere come punto di riferimento Daniele De Rossi, che è stato anche suo allenatore alla SPAL.

## Carriera

### Club

#### Gli inizi
Muove i primi passi alla scuola calcio Club Napoli di Castellammare di Stabia (la stessa di altri talenti stabiesi come Gianluigi Donnarumma), assieme al fratello minore Sebastiano. Si trasferisce poi con la famiglia a Brescia dove entra nel settore giovanile della squadra, prima di essere acquistato (assieme ai due fratelli minori) dall'Inter dove entra nel settore giovanile. Nel gennaio 2018 viene girato in prestito alla SPAL, che ne acquisisce il cartellino il 29 giugno seguente.

#### Prestiti a Ravenna e Chievo
Nella stagione 2018-2019 è aggregato alla prima squadra, fino a quando nel gennaio 2019 viene ceduto in prestito al Ravenna in Serie C. Il 22 gennaio 2019 ha esordito fra i professionisti disputando la partita di campionato contro la Triestina, trovando subito il gol con una punizione al 94' minuto che ha fissato il punteggio sul 2-2. Il 17 marzo ha deciso il derby esterno contro il Rimini con il suo secondo gol stagionale, anch'esso arrivato su calcio di punizione.
L'11 luglio 2019 si trasferisce in prestito al ChievoVerona, appena retrocesso in Serie B. Segna il suo primo gol con la maglia clivense, il 26 ottobre nella partita pareggiata per 1-1 in trasferta contro il Cosenza. Trova spazio e ottiene 36 presenze in campionato e 3 presenze nei play-off, nei quali il Chievo viene eliminato in semifinale.

#### SPAL
Nella stagione 2020-2021, Esposito torna alla SPAL, appena retrocessa in Serie B, dove approda a titolo definitivo e ritrova anche il fratello Sebastiano, arrivato in prestito dall'Inter. Esordisce da titolare con i ferraresi il 30 settembre 2020, nella partita del secondo turno di Coppa Italia vinta ai rigori contro il Bari. Il 20 ottobre, invece, segna il suo primo gol con gli spallini, firmando il momentaneo vantaggio in casa dell'Empoli, su assist proprio del fratello Sebastiano. Chiude la stagione con 30 presenze e 5 gol in campionato.
Confermato per l'annata successiva dal nuovo allenatore Pep Clotet, il centrocampista parte da titolare nella formazione bianco-azzurra, vedendo però il suo impiego diventare più discontinuo nella seconda parte del campionato, con l'arrivo di Roberto Venturato sulla panchina del club e il ritorno in campo di Federico Viviani. Comunque, a fine stagione Esposito colleziona un totale di 35 presenze e 3 reti, con cui contribuisce alla salvezza diretta della SPAL.
All'inizio della stagione 2022-2023, in seguito al trasferimento di Viviani al Brescia, eredita la fascia di capitano della squadra ferrarese, che porta al braccio per la prima volta il 27 agosto 2022, durante la partita vinta per 1-0 contro il Cagliari. Inoltre, nell'ottobre del 2022, Esposito rinnova il proprio contratto con la SPAL fino al 2025.

#### Spezia
Il 6 gennaio 2023, Esposito viene ceduto in prestito con obbligo di riscatto allo Spezia. Il debutto con i liguri avviene il 19 gennaio seguente, giocando da titolare la sfida degli ottavi di finale di Coppa Italia contro l'Atalanta, persa per 5-2. Tre giorni dopo, a 22 anni esordisce in Serie A nella sfida persa 0-2 contro la Roma. Il 13 maggio successivo, segna su punizione il suo primo gol nella massima serie, nella vittoria interna per 2-0 contro il Milan.

### Nazionale

#### Nazionali giovanili
Nel 2019 con l'Under-20 ha preso parte al Mondiale Under-20 in Polonia, chiuso al 4º posto.
Convocato dal CT Paolo Nicolato, esordisce con la nazionale Under-21 il 16 novembre 2019, entrando al posto di Marco Carraro nei minuti finali della gara vinta per 3-0 in casa contro l'Islanda.
Nel giugno del 2023 viene incluso nella lista dei convocati per l'Europeo Under-21 in Georgia e Romania, nel quale tuttavia non viene utilizzato.

#### Nazionale maggiore
Nel maggio del 2022, dopo essere stato convocato in nazionale maggiore per uno stage dedicato ai giovani calciatori più promettenti del panorama nazionale, Esposito viene incluso dal CT Roberto Mancini nella lista dei convocati per gli impegni di giugno in Nations League. Fa il suo debutto con gli Azzurri l'11 giugno 2022, a 21 anni, subentrando a Lorenzo Pellegrini durante il secondo tempo della partita contro l'Inghilterra (0-0) a Wolverhampton. Nell'occasione, inoltre, diventa il quarto giocatore della SPAL ad aver registrato almeno una presenza con la nazionale maggiore durante il suo periodo nella società, dopo Ottavio Bugatti, Alberto Fontanesi e Manuel Lazzari.

## Statistiche

### Presenze e reti nei club
Statistiche aggiornate al 20 giugno 2025.
| Stagione        | Squadra         | Campionato      | Campionato | Campionato | Coppe nazionali | Coppe nazionali | Coppe nazionali | Coppe continentali | Coppe continentali | Coppe continentali | Altre coppe | Altre coppe | Altre coppe | Totale | Totale |
| Stagione        | Squadra         | Comp            | Pres       | Reti       | Comp            | Pres            | Reti            | Comp               | Pres               | Reti               | Comp        | Pres        | Reti        | Pres   | Reti   |
| --------------- | --------------- | --------------- | ---------- | ---------- | --------------- | --------------- | --------------- | ------------------ | ------------------ | ------------------ | ----------- | ----------- | ----------- | ------ | ------ |
| 2018-gen. 2019  | SPAL            | A               | 0          | 0          | CI              | 0               | 0               | -                  | -                  | -                  | -           | -           | -           | 0      | 0      |
| gen.-giu. 2019  | Ravenna         | C               | 12+2       | 2          | CI-C            | 0               | 0               | -                  | -                  | -                  | -           | -           | -           | 14     | 2      |
| 2019-2020       | Chievo          | B               | 36+3       | 1          | CI              | 2               | 0               | -                  | -                  | -                  | -           | -           | -           | 41     | 1      |
| 2020-2021       | SPAL            | B               | 31         | 5          | CI              | 3               | 0               | -                  | -                  | -                  | -           | -           | -           | 34     | 5      |
| 2021-2022       | SPAL            | B               | 35         | 3          | CI              | 1               | 0               | -                  | -                  | -                  | -           | -           | -           | 36     | 3      |
| 2022-gen. 2023  | SPAL            | B               | 17         | 2          | CI              | 2               | 0               | -                  | -                  | -                  | -           | -           | -           | 19     | 2      |
| Totale SPAL     | Totale SPAL     | Totale SPAL     | 83         | 10         |                 | 6               | 0               |                    | -                  | -                  |             | -           | -           | 89     | 10     |
| gen.-giu. 2023  | Spezia          | A               | 15+1       | 1          | CI              | 1               | 0               | -                  | -                  | -                  | -           | -           | -           | 17     | 1      |
| 2023-2024       | Spezia          | B               | 37         | 1          | CI              | 2               | 0               | -                  | -                  | -                  | -           | -           | -           | 39     | 1      |
| 2024-2025       | Spezia          | B               | 34+2       | 7          | CI              | 1               | 0               | -                  | -                  | -                  | -           | -           | -           | 37     | 7      |
| Totale Spezia   | Totale Spezia   | Totale Spezia   | 86+3       | 9          |                 | 4               | 0               |                    | -                  | -                  |             | -           | -           | 93     | 9      |
| Totale carriera | Totale carriera | Totale carriera | 217+8      | 22         |                 | 12              | 0               |                    | -                  | -                  |             | -           | -           | 237    | 22     |

### Cronologia presenze e reti in nazionale
| Cronologia completa delle presenze e delle reti in nazionale ― Italia | Cronologia completa delle presenze e delle reti in nazionale ― Italia | Cronologia completa delle presenze e delle reti in nazionale ― Italia | Cronologia completa delle presenze e delle reti in nazionale ― Italia | Cronologia completa delle presenze e delle reti in nazionale ― Italia | Cronologia completa delle presenze e delle reti in nazionale ― Italia | Cronologia completa delle presenze e delle reti in nazionale ― Italia | Cronologia completa delle presenze e delle reti in nazionale ― Italia |
| Data                                                                  | Città                                                                 | In casa                                                               | Risultato                                                             | Ospiti                                                                | Competizione                                                          | Reti                                                                  | Note                                                                  |
| --------------------------------------------------------------------- | --------------------------------------------------------------------- | --------------------------------------------------------------------- | --------------------------------------------------------------------- | --------------------------------------------------------------------- | --------------------------------------------------------------------- | --------------------------------------------------------------------- | --------------------------------------------------------------------- |
| 11-6-2022                                                             | Wolverhampton                                                         | Inghilterra                                                           | 0 – 0                                                                 | Italia                                                                | UEFA Nations League 2022-2023 - 1º turno                              | -                                                                     | 64’                                                                   |
| Totale                                                                |                                                                       | Presenze                                                              | 1                                                                     |                                                                       | Reti                                                                  | 0                                                                     |                                                                       |

| Cronologia completa delle presenze e delle reti in nazionale ― Italia under 21 | Cronologia completa delle presenze e delle reti in nazionale ― Italia under 21 | Cronologia completa delle presenze e delle reti in nazionale ― Italia under 21 | Cronologia completa delle presenze e delle reti in nazionale ― Italia under 21 | Cronologia completa delle presenze e delle reti in nazionale ― Italia under 21 | Cronologia completa delle presenze e delle reti in nazionale ― Italia under 21 | Cronologia completa delle presenze e delle reti in nazionale ― Italia under 21 | Cronologia completa delle presenze e delle reti in nazionale ― Italia under 21 |
| Data                                                                           | Città                                                                          | In casa                                                                        | Risultato                                                                      | Ospiti                                                                         | Competizione                                                                   | Reti                                                                           | Note                                                                           |
| ------------------------------------------------------------------------------ | ------------------------------------------------------------------------------ | ------------------------------------------------------------------------------ | ------------------------------------------------------------------------------ | ------------------------------------------------------------------------------ | ------------------------------------------------------------------------------ | ------------------------------------------------------------------------------ | ------------------------------------------------------------------------------ |
| 16-11-2019                                                                     | Ferrara                                                                        | Italia under 21                                                                | 3 – 0                                                                          | Islanda under 21                                                               | Qual. Europeo Under-21 2021                                                    | -                                                                              | 90+3’                                                                          |
| 3-9-2020                                                                       | Lignano Sabbiadoro                                                             | Italia under 21                                                                | 2 – 1                                                                          | Slovenia under 21                                                              | Amichevole                                                                     | -                                                                              | 46’                                                                            |
| 8-10-2021                                                                      | Zenica                                                                         | Bosnia ed Erzegovina under 21                                                  | 1 – 2                                                                          | Italia under 21                                                                | Qual. Europeo Under-21 2023                                                    | -                                                                              | 35’ 46’                                                                        |
| 12-10-2021                                                                     | Monza                                                                          | Italia under 21                                                                | 1 – 1                                                                          | Svezia under 21                                                                | Qual. Europeo Under-21 2023                                                    | -                                                                              |                                                                                |
| 12-11-2021                                                                     | Dublino                                                                        | Irlanda under 21                                                               | 0 – 2                                                                          | Italia under 21                                                                | Qual. Europeo Under-21 2023                                                    | -                                                                              | 89’                                                                            |
| 16-11-2021                                                                     | Frosinone                                                                      | Italia under 21                                                                | 4 – 2                                                                          | Romania under 21                                                               | Amichevole                                                                     | -                                                                              | 46’                                                                            |
| 25-3-2022                                                                      | Podgorica                                                                      | Montenegro under 21                                                            | 1 – 1                                                                          | Italia under 21                                                                | Qual. Europeo Under-21 2023                                                    | -                                                                              |                                                                                |
| 29-3-2022                                                                      | Trieste                                                                        | Italia under 21                                                                | 1 – 0                                                                          | Bosnia ed Erzegovina under 21                                                  | Qual. Europeo Under-21 2023                                                    | -                                                                              | 66’                                                                            |
| 19-11-2022                                                                     | Ancona                                                                         | Italia under 21                                                                | 2 – 4                                                                          | Germania under 21                                                              | Amichevole                                                                     | -                                                                              | 71’                                                                            |
| 24-3-2023                                                                      | Bačka Topola                                                                   | Serbia under 21                                                                | 0 – 2                                                                          | Italia under 21                                                                | Amichevole                                                                     | -                                                                              | cap.                                                                           |
| Totale                                                                         |                                                                                | Presenze                                                                       | 10                                                                             |                                                                                | Reti                                                                           | 0                                                                              |                                                                                |

| Cronologia completa delle presenze e delle reti in nazionale ― Italia under 20 | Cronologia completa delle presenze e delle reti in nazionale ― Italia under 20 | Cronologia completa delle presenze e delle reti in nazionale ― Italia under 20 | Cronologia completa delle presenze e delle reti in nazionale ― Italia under 20 | Cronologia completa delle presenze e delle reti in nazionale ― Italia under 20 | Cronologia completa delle presenze e delle reti in nazionale ― Italia under 20 | Cronologia completa delle presenze e delle reti in nazionale ― Italia under 20 | Cronologia completa delle presenze e delle reti in nazionale ― Italia under 20 |
| Data                                                                           | Città                                                                          | In casa                                                                        | Risultato                                                                      | Ospiti                                                                         | Competizione                                                                   | Reti                                                                           | Note                                                                           |
| ------------------------------------------------------------------------------ | ------------------------------------------------------------------------------ | ------------------------------------------------------------------------------ | ------------------------------------------------------------------------------ | ------------------------------------------------------------------------------ | ------------------------------------------------------------------------------ | ------------------------------------------------------------------------------ | ------------------------------------------------------------------------------ |
| 23-5-2019                                                                      | Danzica                                                                        | Messico under 20                                                               | 1 – 2                                                                          | Italia under 20                                                                | Mondiali Under-20 2019 - 1º turno                                              | -                                                                              | 88’                                                                            |
| 26-5-2019                                                                      | Bydgoszcz                                                                      | Ecuador under 20                                                               | 0 – 1                                                                          | Italia under 20                                                                | Mondiali Under-20 2019 - 1º turno                                              | -                                                                              | 73’                                                                            |
| 29-5-2019                                                                      | Bydgoszcz                                                                      | Italia under 20                                                                | 0 – 0                                                                          | Giappone under 20                                                              | Mondiali Under-20 2019 - 1º turno                                              | -                                                                              | 71’                                                                            |
| 2-6-2019                                                                       | Gdynia                                                                         | Italia under 20                                                                | 1 – 0                                                                          | Polonia under 20                                                               | Mondiali Under-20 2019 - Ottavi di finale                                      | -                                                                              | 71’ 73’                                                                        |
| 7-6-2019                                                                       | Tychy                                                                          | Italia under 20                                                                | 4 – 2                                                                          | Mali under 20                                                                  | Mondiali Under-20 2019 - Quarti di finale                                      | -                                                                              | 68’                                                                            |
| 11-6-2019                                                                      | Gdynia                                                                         | Ucraina under 20                                                               | 1 – 0                                                                          | Italia under 20                                                                | Mondiali Under-20 2019 - Semifinale                                            | -                                                                              | 73’                                                                            |
| 14-6-2019                                                                      | Gdynia                                                                         | Italia under 20                                                                | 0 – 1 dts                                                                      | Ecuador under 20                                                               | Mondiali Under-20 2019 - Finale 3º posto                                       | -                                                                              | 62’                                                                            |
| 5-9-2019                                                                       | Caldiero                                                                       | Italia under 20                                                                | 2 – 0                                                                          | Polonia under 20                                                               | Elite League Under-20                                                          | -                                                                              |                                                                                |
| 9-9-2019                                                                       | Přeštice                                                                       | Rep. Ceca under 20                                                             | 0 – 2                                                                          | Italia under 20                                                                | Elite League Under-20                                                          | -                                                                              | 46’                                                                            |
| 10-10-2019                                                                     | Parma                                                                          | Italia under 20                                                                | 2 – 2                                                                          | Inghilterra under 20                                                           | Elite League Under-20                                                          | -                                                                              | 90’                                                                            |
| Totale                                                                         |                                                                                | Presenze                                                                       | 10                                                                             |                                                                                | Reti                                                                           | 0                                                                              |                                                                                |

## Palmarès

### Club

#### Competizioni giovanili
- Campionato Primavera: 1

Inter: 2017-2018
- Supercoppa Primavera: 1

Inter: 2017